# Michael Aaron
Michael Aaron (* 4. Juli 1898 in London, Vereinigtes Königreich; † 29, April 1963 in Miami, Florida, Vereinigte Staaten) war ein US-amerikanischer Pianist, Klavierpädagoge und Komponist, bekannt für seine Arbeit in der musikalischen Ausbildung und als Autor einer weit verbreiteten Klavierschule.

## Leben

### Frühes Leben und musikalische Entwicklung (1898–1916)
Michael Aaron, in London geboren, wanderte mit seinen Eltern Jacob Aaron und May Sonkin nach  Calgary in Kanada aus, wo sie 1910 wohnhaft waren. In Calgary besuchte Aaron öffentliche Schulen und erlernte das Klavierspiel zunächst autodidaktisch. Durch Unterricht bei John M. Williams in Calgary von 1913 bis 1916 erweiterte er seine Kenntnisse im Klavierspiel.  1916 erwarb er bei Prüfungen an der Royal School of Music in London ein Honor Certificate [Ehrenurkunde].

### Karriere und persönliches Leben (ab 1920)
Ab 1920 lebte er in New York City und gab privaten Klavierunterricht. Am 22. August 1925 heiratete er Jessie McGregor (1901–1950) in Montreal. Sie hatten zusammen eine Tochter, namens Beverley Aaron (* 1932). 1938 wurde die Ehe geschieden. Am 3. Januar 1943 heiratete er Muriel Reisman. 1948 wurden sie Eltern ihres Sohnes Robert Aaron. Aaron nahm am 14. Januar 1943 die US-amerikanische Staatsbürgerschaft an. Ab 1949 betrieb er eine private Klavierschule in Merrick, Long Island, New York. Er engagierte sich in der National Guild of Piano Teachers [National Gilde der Klavierlehrer], in welcher er Ehrenmitglied wurde.

## Werke (Auswahl)
Michael Aaron veröffentlichte 1945 eine populäre Klavierschule in fünf Heften, die in mehrere Sprachen übersetzt wurde und später bearbeitet, erweitert und überarbeitet wurde. Des Weiteren veröffentlichte er viele Materialien für den Klavierunterricht.

### 1927
- Woodland fancies : three imaginative pieces for the piano OCLC 810613178
  - Wood nymphs' frolic. [Scherz der Waldnymphen] für Klavier OCLC 173195021
  - Wooden Shoes [Holzschuhe] OCLC 498246764
  - Fairy bark OCLC 498246782

### 1928
- Flying Kite für Klavier OCLC 179293960
- Dance of the dwarfs für Klavier OCLC 179297716
- Waltz of the manikins für Klavier OCLC 498246652

### 1929
- Spooks für Klavier OCLC 27339143
- Song of the anvil OCLC 498246721
- Dancing wavelets OCLC 498246683
- Forest echoes OCLC 498246701

### 1930
- Banjo Serenade für Klavier OCLC 719518964

### 1931
- Chanson d'amour OCLC 782052159
- Circus clowns OCLC 336004212

### 1932
- The chick-a-dee OCLC 174120031
- Jumping Jacks OCLC 179297279
- At the dolls' bazaar OCLC 233184258

### 1933
- Holland Festival OCLC 232128079
- Haunted house OCLC 782052161

### 1936
- Down on the farm OCLC 179294200

- Piano Primer OCLC 651721449

### 1937
- Magic Fingers OCLC 23882663

- The juggler OCLC 179289805

- In far-away Japan OCLC 1003861219

### 1944
- Peter Pan OCLC 317816843

### 1946
- Clowning OCLC 782052160

- Ice carnival OCLC 179298718
- Tattletale für Gesang und Klavier OCLC 33409994

### 1950
- Whimsy OCLC 498263129

### 1955
- Variations in C on an old folk tune OCLC 179294295

- Round the gipsy campfire OCLC 32632428
- Etude in A OCLC 498263108

- Ballet staccato OCLC 498263075

### 1959
- Cowboy Poke OCLC 498263092

### 1960
- The Surf Riders OCLC 45121029

- Blithe Spirit OCLC 45121031

- In outer space OCLC 45121032

### 1961
- Prairie song OCLC 35220791

- In Sicily, Tarantella OCLC 810613153

- Alpine Holiday OCLC 810613168

- Tropical night OCLC 810613151